# József Mihályi
József Mihályi (* 27. Januar 1889 in Apatin; † 11. September 1978 in Rochester (New York)) war ein ungarischer Feinmechaniker. 
Um 1907 folgte er seinem Bruder in die USA, wo er zunächst bei Bausch & Lomb arbeitete. Um 1938 entwickelte er bei Kodak mit der Kodak Super Six-20 die erste Kamera mit automatischer Belichtung.
| Personendaten    | Personendaten                           |
| ---------------- | --------------------------------------- |
| NAME             | Mihályi, József                         |
| KURZBESCHREIBUNG | ungarisch-amerikanischer Feinmechaniker |
| GEBURTSDATUM     | 27. Januar 1889                         |
| GEBURTSORT       | Apatin                                  |
| STERBEDATUM      | 11. September 1978                      |
| STERBEORT        | Rochester (New York)                    |